# ゾンビデオ
『ゾンビデオ』は2011年製作、2012年12月29日公開の日本映画。ゾンビが現れた世界を描くホラー映画であるがコメディ的な要素も多い。

## 概要
「ゾンビ学入門」という対ゾンビのHOW TO ビデオを観ながらヒロインがゾンビと戦っていく「体感型ホラー・コメディ」。
映画内で多くのゾンビ映画について語られており、ゾンビ映画が存在する世界で起こるゾンビハザードを描いた作品である。
キャッチフレーズは「世界一キュートなゾンビ映画」。

## ストーリー
映像製作会社で働くアイコはゾンビの対処方法を紹介したHOW TO ビデオ「ゾンビ学入門」を発見する。同じ頃、ヤスデをリーダーとするゾンビ軍団が日本にゾンビハザードを起こし、アイコのいる会社へと乗り込んでくる。

## エピソード
- 当初のタイトルは「ゾンビ学入門」。[2]
- 元々は対ゾンビマニュアルDVDとしてバラエティ色の強い企画ものの作品になる予定だったが、キャスティングの問題などがあり、物語内に取り込んで映画にするという形になった。[3]
- 2011年に撮影、同年10月に完成披露試写会が行われたが、実際の公開は2012年12月となった。この理由について「公開を2年遅らせろという霊媒師の忠告を守って延期していたが、ファンの要望により一年前倒しで公開することになった」としている。[1]なお、2013年3月まで公開されており、劇場公開期間としては2年後に公開している。
- この映画ではゾンビ化すると髪の毛の一部が立つことになっている。

## キャスト
- 吉村アイコ：矢島舞美
- 橋本トモジ：宮崎吐夢
- ヤスデ：鳥居みゆき
- カナブン（金沢文子）：中島早貴
- 宇津瀬ミツオ：大堀こういち
- 真佐クル世：菅野麻由
- 宅配便の男：河合龍之介
- 西山：諏訪太朗
- 高橋：藤崎卓也
- 女子高生：小明
- ふんどし中年：杉作J太郎
- ゾンビ：亜紗美
- ゾンビ：三家本礼
- 商品紹介タレント：古泉智浩

## スタッフ
- 監督：村上賢司
- 製作：重村博文、安西崇
- プロデューサー：山口幸彦、小林智浩、田坂公章
- 脚本：河井克夫
- 監修：伊東美和
- 撮影監督：長野泰隆
- 特殊造形監修：西村喜廣
- 照明：児玉淳
- 録音：中川究矢
- 美術：松塚隆史
- 特殊造形・特殊メイク：石野大雅、奥山友太
- 衣裳：袴田知世枝
- ヘアメイク：中尾あい
- 助監督：佐藤吏
- 制作担当：高橋輝光
- 製作：キングレコード、日本出版販売
- 制作プロダクション：ビデオプランニング
- 提供：キングレコード
- 配給：太秦

## 音楽
- 主題歌：「世界一HAPPYな女の子」℃-ute
- 挿入歌：「ゾンビ節」カナブン（中島早貴）
- 挿入曲：「Put in Action」戸梶圭太

## ビデオグラム
Blu-rayとDVDが2013年4月10日に発売され、特典映像として「劇場予告編」、「メイキング」、「舞台挨拶映像」、「杉作J太郎イメージビデオ」、「村上賢司監督、河井克夫（脚本家）によるオーディオコメンタリー」が収録されている。

## 劇場公開
- 東京：ユーロスペース（上映期間2012年12月29日 - 2013年1月11日）
- 名古屋：シネマスコーレ（上映期間2013年1月12日 - 1月18日）
- 大阪：シネ・ヌーヴォ（上映期間2013年1月26日 - 2月8日）
- 仙台：桜井薬局セントラルホール（上映期間2013年3月16日 - 3月23日）

## 映画祭での上映
- ゆうばり国際ファンタスティック映画祭（開催期間2012年2月23日 - 2月27日。上映は2月26日）
- シッチェス・カタロニア国際映画祭（開催期間2012年10月4日 - 10月14日。上映は10月12日）
- メルボルンMONSTER FEST（開催期間2012年10月31日 - 11月9日。上映は11月4日）

## その他の上映
- 完成披露試写会
  - 大阪市中央公会堂（大阪）　2011年10月15日
  - NEW PIER HALL（東京）　2011年10月16日
- よなご映像フェスティバル「燃えよ!シネマ」2012年11月3日